# Enseignement scolaire
 (mars 2024).
Si vous disposez d'ouvrages ou d'articles de référence ou si vous connaissez des sites web de qualité traitant du thème abordé ici, merci de compléter l'article en donnant les références utiles à sa vérifiabilité et en les liant à la section « Notes et références ».
L'enseignement scolaire regroupe l'enseignement primaire (ou enseignement fondamental) et l'enseignement secondaire, c'est-à-dire la formation initiale précédant le cas échéant l'enseignement supérieur, comprenant les services éducatifs publics et privés offrant l'instruction obligatoire et les classes la précédant (enseignement préélémentaire) et la suivant (enseignement secondaire après la fin de l'obligation scolaire).
Les courants actuels en pédagogie, inspirés des pédagogies dites alternatives, telles celle de Célestin Freinet et de Maria Montessori ainsi que des théories de l'apprentissage du constructivisme de Jean Piaget et le socio-constructivisme de Lev Vygotski, tendent de plus en plus à demander des élèves des productions concrètes plutôt que de mémoriser un certain contenu. Par exemple, on demandera aux élèves d'être capables de résoudre des problèmes mathématiques appliqués à des situations concrètes ou bien on leur demandera de réaliser des productions écrites réelles et publiables (un journal de classe ou un site web par exemple). Naturellement, dans ce type de pédagogie, où l'élève (ou l'étudiant) est de plus en plus amené à rechercher les informations par lui-même, l'enseignant joue un rôle d'accompagnateur afin de faciliter les apprentissages.
Il existe plusieurs méthodes d'enseignement comme l'enseignement magistral, l'enseignement mutuel, conférence de méthode…

## Systèmes scolaires
Les systèmes éducatifs ou systèmes d'éducation sont très variables dans l'espace et dans le temps, l'éducation étant parfois plus adaptée aux exigences socio-économiques des adultes (besoin de la main d'œuvre enfantine, travail des adultes et tout particulièrement des femmes…) qu'aux besoins des enfants. Cependant, on distingue des formules à peu près généralisées :
- l'éducation se concentre sur les enfants et ne concerne que marginalement les adultes ;
- pendant la petite enfance, l'éducation est prise en charge par la famille, où se fait l'apprentissage de la langue orale et des rudiments du savoir-vivre nécessaire à la vie sociale ;
- pendant l'enfance (à partir d'environ sept ans jusqu'à la puberté), prise en charge collective (au moins partiellement), pour l'apprentissage de rudiments légaux, religieux et culturels (dont, éventuellement, la langue écrite) ;
- pendant l'adolescence, spécialisation, par l'apprentissage chez un maître ou (non exclusif) collectivement.

## Critiques
D'abord, la conception de l'apprentissage véhiculée dans le programme de formation de l'école québécoise s'inscrit dans la perspective socioconstructiviste et situe ainsi l'élève au centre du processus d'apprentissage. Celui-ci devient l'acteur principal de ses apprentissages. De telles perspectives modifient le rôle traditionnel du maître. De transmetteur de savoir, il devient davantage un guide qui accompagne l'élève dans la construction de ses savoirs.
Face à cette évolution, nous pouvons rencontrer dans les classes deux principales réactions néfastes pédagogiquement. Tout d'abord, il existe une certaine réticence au changement où des enseignants et professeurs en restent aux méthodes classiques par lesquelles ils ont appris et « qui ont fait leurs preuves ». De plus, une pédagogie basée sur l'enseignement semble, à première vue, beaucoup plus économique en temps et énergie pour l'enseignant. Bien sûr, si l'élève, après avoir reçu un enseignement, est incapable d'appliquer ces connaissances, on réalise qu'il n'y a pas ici d'économie de temps et d'énergie[réf. nécessaire].
L'autre réaction néfaste consiste à rejeter tout simplement l'enseignement et de ne miser que sur des productions d'élèves et sur la découverte par eux-mêmes. Il est simplement utopique de croire que cela puisse être possible dans toutes situations. Soit parce que les objectifs d'apprentissage visés ne s'y prête pas facilement (comment un élève pourrait apprendre par lui-même la règle d'accord du participe passé), ou simplement parce que cette approche demanderait beaucoup trop de temps, d'énergie et de moyens (comme demander aux élèves de reconstruire le tableau périodique au complet, par des manipulations chimiques)[réf. nécessaire].
La logique et le bon sens sont donc requis des professeurs dans le recours ou non de l'enseignement dans l'atteinte des objectifs pédagogiques fixés. N'oublions pas que le choix d'une méthode est toujours intimement liée au but à atteindre[réf. nécessaire].

## Co-enseignement
Le co-enseignement, ou l'enseignement partagé, permet à deux enseignants de partager la responsabilité d'un cours, en étant (ou non) présents dans la classe en même temps. Ces deux enseignants peuvent se compléter en classe du fait de leurs différents bagages académiques ou de leurs spécialités diverses. Différentes formes de co-enseignement ont été identifiées par Cook et Friend (1995).
L'enseignement partagé peut permettre aux enseignants d'apprendre mutuellement, en développant leurs compétences pédagogiques ou leurs savoirs académiques.